# Archi del centro storico di Gioia del Colle
L'abitato di Gioia del Colle, risalente al IX secolo, conserva parecchie testimonianze del suo passato. In particolare la struttura urbanistica del centro storico ha mantenuto la conformazione originaria, sebbene le costruzioni stesse abbiano subito parecchie trasformazioni e rifacimenti; alcune, tuttavia, hanno attraversato i secoli senza subire alcuna modifica; tra queste, caso peculiare della cittadina gioiese, gli archi che fungevano da ingresso alle "corti", uno slargo che racchiudeva l'accesso a più abitazioni di proprietà di un unico signore. Un portone ligneo o metallico, presente in epoca passata, ne indica la funzione difensiva che si aggiungeva a quella fornita dalle mura cittadine.

## Arco Cimone

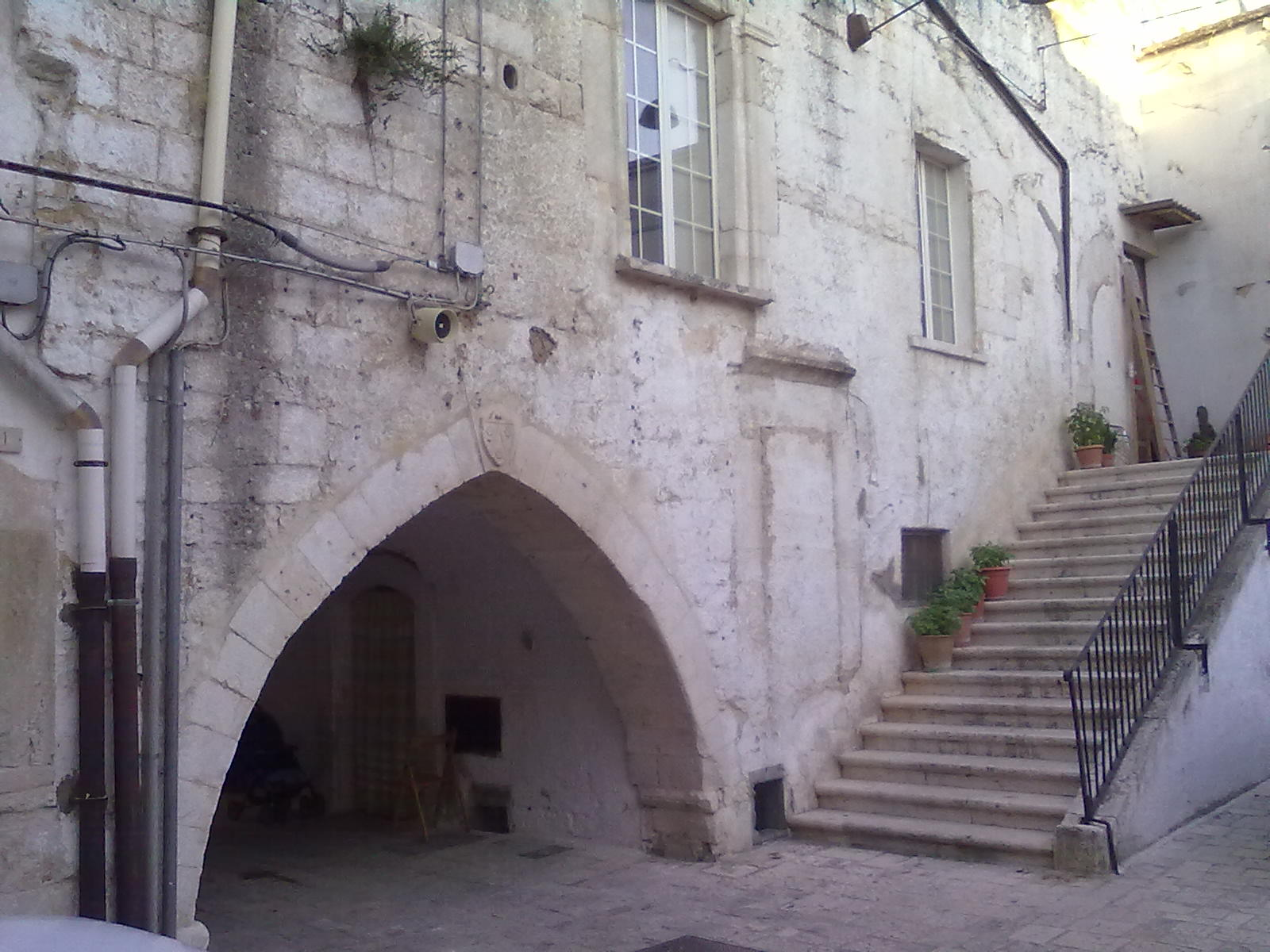
Arco Cimone

L'arco Cimone, situato all'incrocio tra corso Vittorio Emanuele e via Principe Amedeo, era l'accesso ad una corte da cui si accedeva ad un'abitazione risalente al periodo normanno (XI-XII secolo) che ospitava il rappresentante dell'abate Eustachio di San Nicolò di Bari, delegato per curare gli interessi della Chiesa di Bari.
L'arco, che rappresenta la parte terminale dell'omonimo vicolo, è lungo circa 10 metri e presenta una forma ogivale, ribassato rispetto alla sua larghezza. All'interno della corte sono presenti inoltre due archetti sovrapposti che fungono da contrafforti tra due abitazioni separate da un vicolo.
Testimonianze dell'antichità della costruzione sono i vari fregi ed elementi architettonici, tra cui uno stemma araldico con tre rose posto sulla chiave di volta dell'arco (appartenente alla famiglia D'Andrano), e la scalinata esterna che conduce all'abitazione posta al piano superiore.
Le ultime tracce della famiglia Cimone (che ha dato il nome all'arco) risalgono al 2 febbraio 1802, con Vito Stasi Cimone, "membro magnifico" nel pubblico parlamento nella causa che il Comune di Gioia del Colle intenta contro Pasquale Soria per il possesso del demanio di Marzagaglia.
All'abitazione originaria si sono aggiunte altre costruzioni nel corso delle epoche successive.

## Arco Nardulli

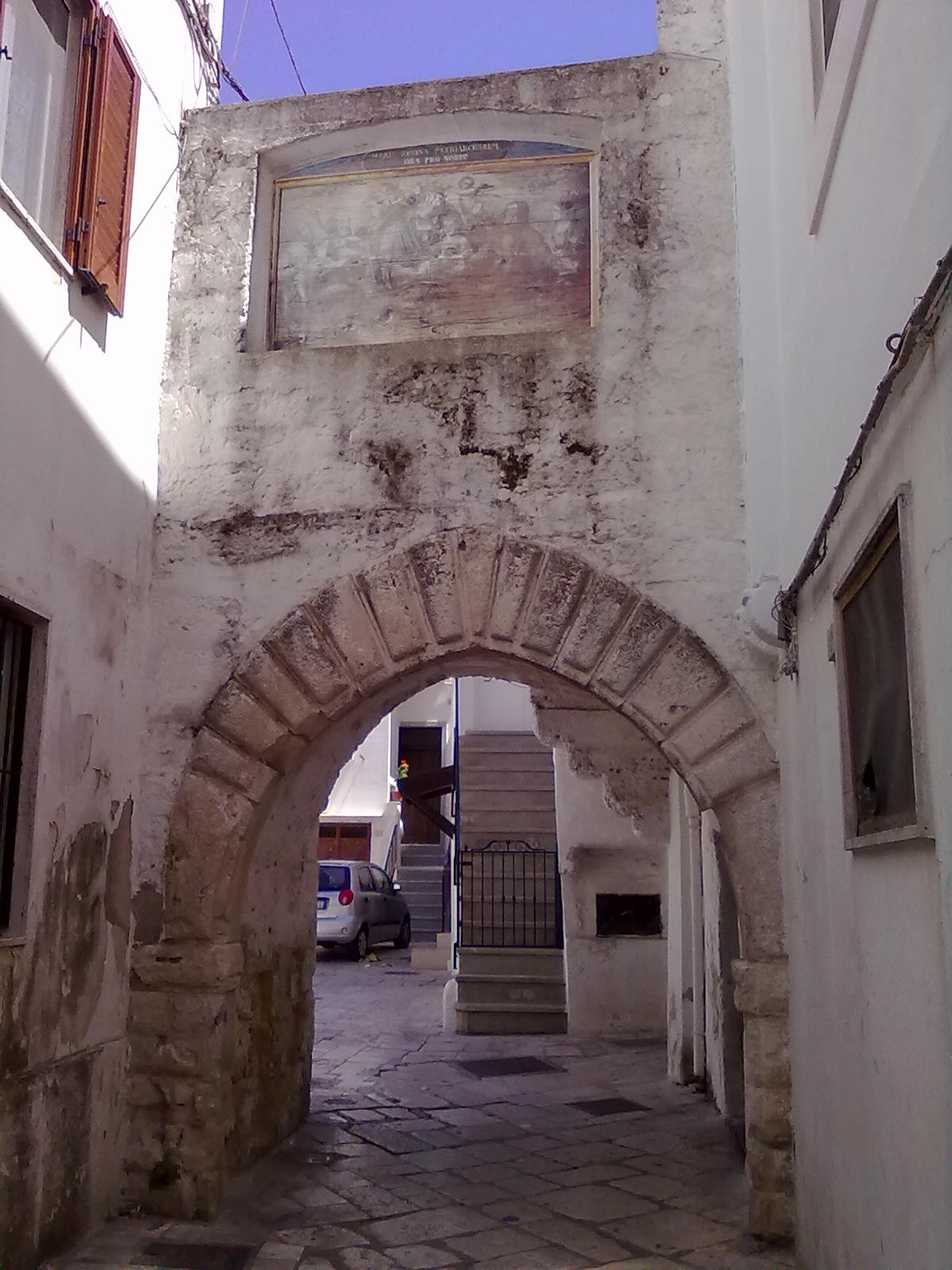
Arco Nardulli

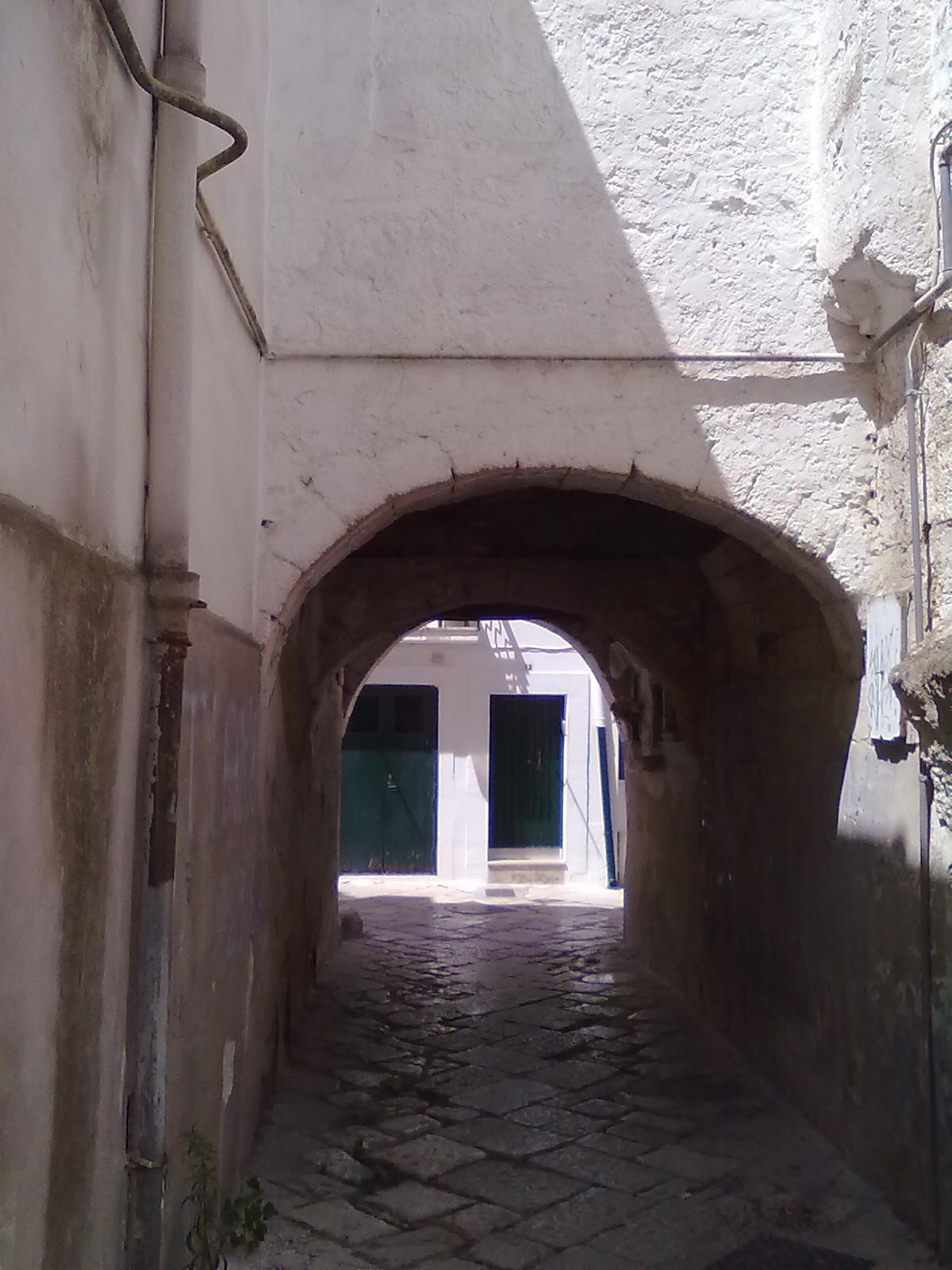
L'arco in via Gelso

L'arco Nardulli risale probabilmente al XV secolo e verosimilmente prende il nome dalla famiglia che viveva in quel luogo al momento della sua costruzione.
L'arco immette in una corte medievale, sede del Connestabile, il comandante delle milizie in epoca sveva, la cui abitazione si trovava sulla sinistra dopo aver varcato l'arco stesso e vi si accedeva tramite una scalinata esterna ed un portone con volta ad ogiva. La signorilità dell'abitazione è provata da una bifora (ora murata) presente sulla parete su cui si sviluppa la scalinata.
L'arco è caratterizzato da una struttura in bugnato a raggiera, simile al portone d'ingresso al castello, suggerendo una funzione difensiva per gli ambienti presenti all'interno della corte, indicazione confermata dalla presenza di una torre di vedetta nella parte superiore dell'arco.
L'arco è sormontato da una copia di una tavola settecentesca, oggi perduta. Nella parte interna dell'arco è presente un arco a muro in tufo carparo significativamente pronunciato, sorretto su un lato da un gattone. Sotto l'arco è presente un'edicola che contiene un'icona in legno raffigurante immagini sacre: si tratta di una copia realizzata pochi anni fa in sostituzione dell'originale conservata a palazzo San Domenico.
Una seconda apertura della corte conduce in via Gelso; questa è sormontata da un secondo arco, composto da una serie di tre archi paralleli che creano una specie di corridoio-portico che sorregge due stanze di un'abitazione superiore i cui proprietari originari avevano fatto eseguire l'altorilievo del proprio stemma araldico. Un'edicola posta sotto l'arco raffigura la Madonna Addolorata.
Abbandonato ed in stato pericolante, l'arco è stato abbattuto nel 1870 su delibera comunale. Nel corso della demolizione di una casa medievale è stata rinvenuta una moneta bizantina di bronzo del X secolo in corso durante l'impero di Giovanni I Zimisce, recante la scritta, in caratteri greci, "Gesù Cristo Re dei Re": un'ulteriore testimonianza delle origini bizantine di Gioia del Colle.

## Arco Costantinopoli

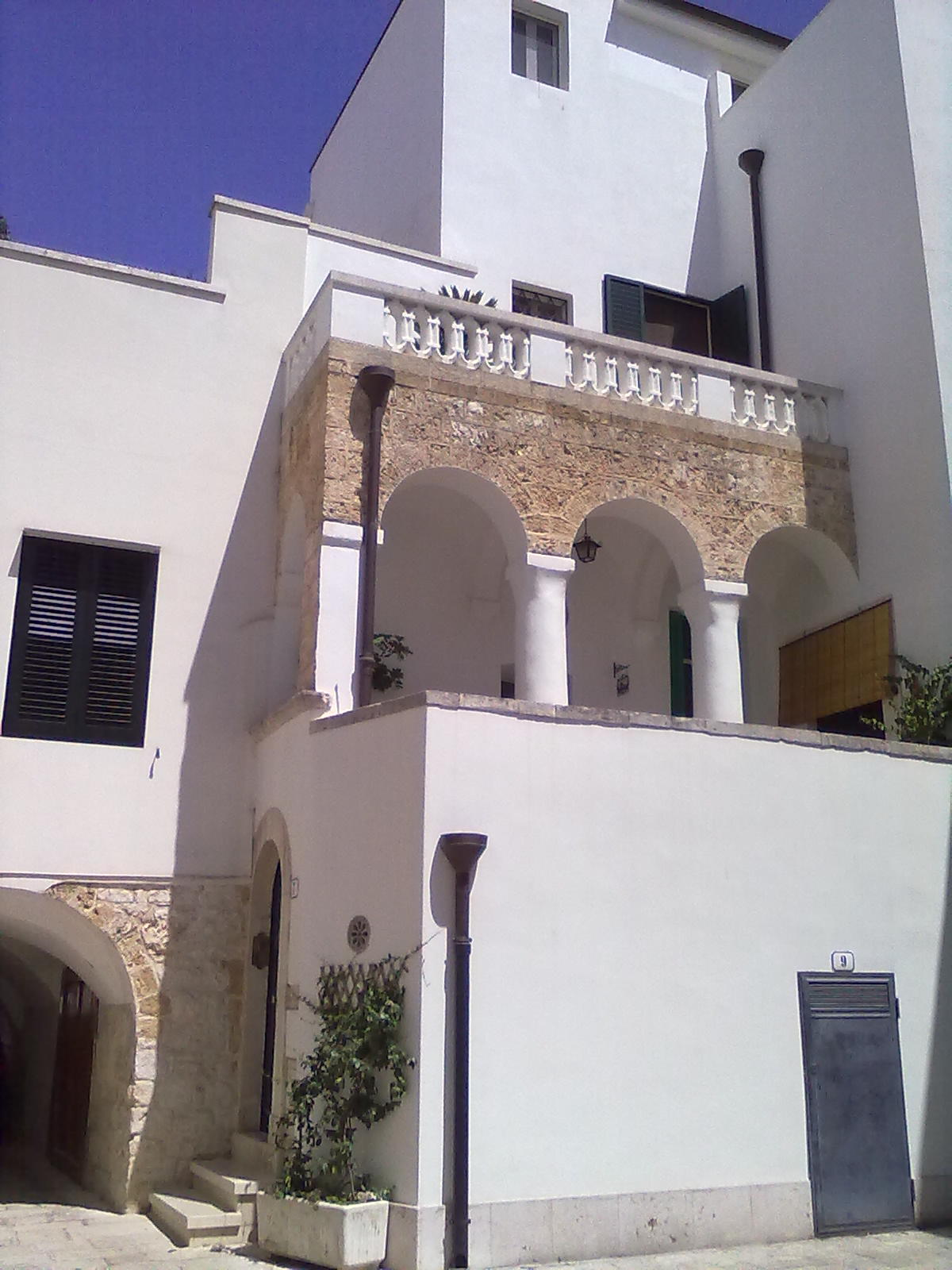
La balconata nella corte dell'arco Costantinopoli

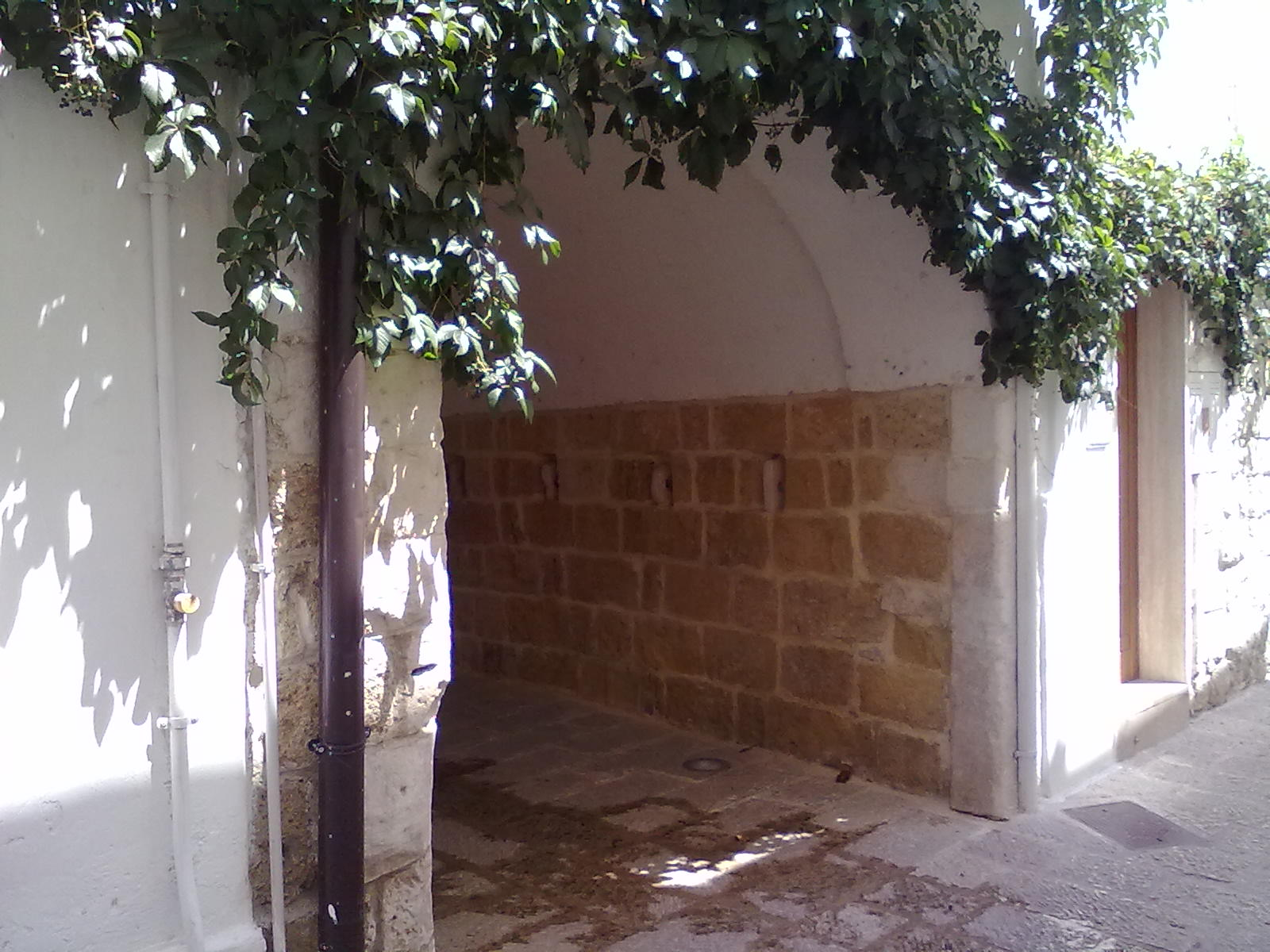
Arco Costantinopoli

Un dipinto della Madonna di Costantinopoli risalente al XVII secolo, presente in una nicchia posta sotto l'arco, dà il nome a questo arco. L'icona che si osserva oggi è una copia eseguita nel 2005 dal pittore Sergio Gatti, a sostituzione dell'originale rovinato dal tempo.
L'arco ha l'aspetto di una botte ribassata nella parte esterna, mentre nella parte interna presenta un arco a sesto leggermente acuto, realizzato in parte in pietra ed in parte in tufo.
Al centro della corte si conserva ancora un pozzo del XVI secolo, mentre su un lato di essa si conserva una balconata del XVII secolo, con colonne lavorate e sostenuta da gattoni.

## Arco Mastrocinto

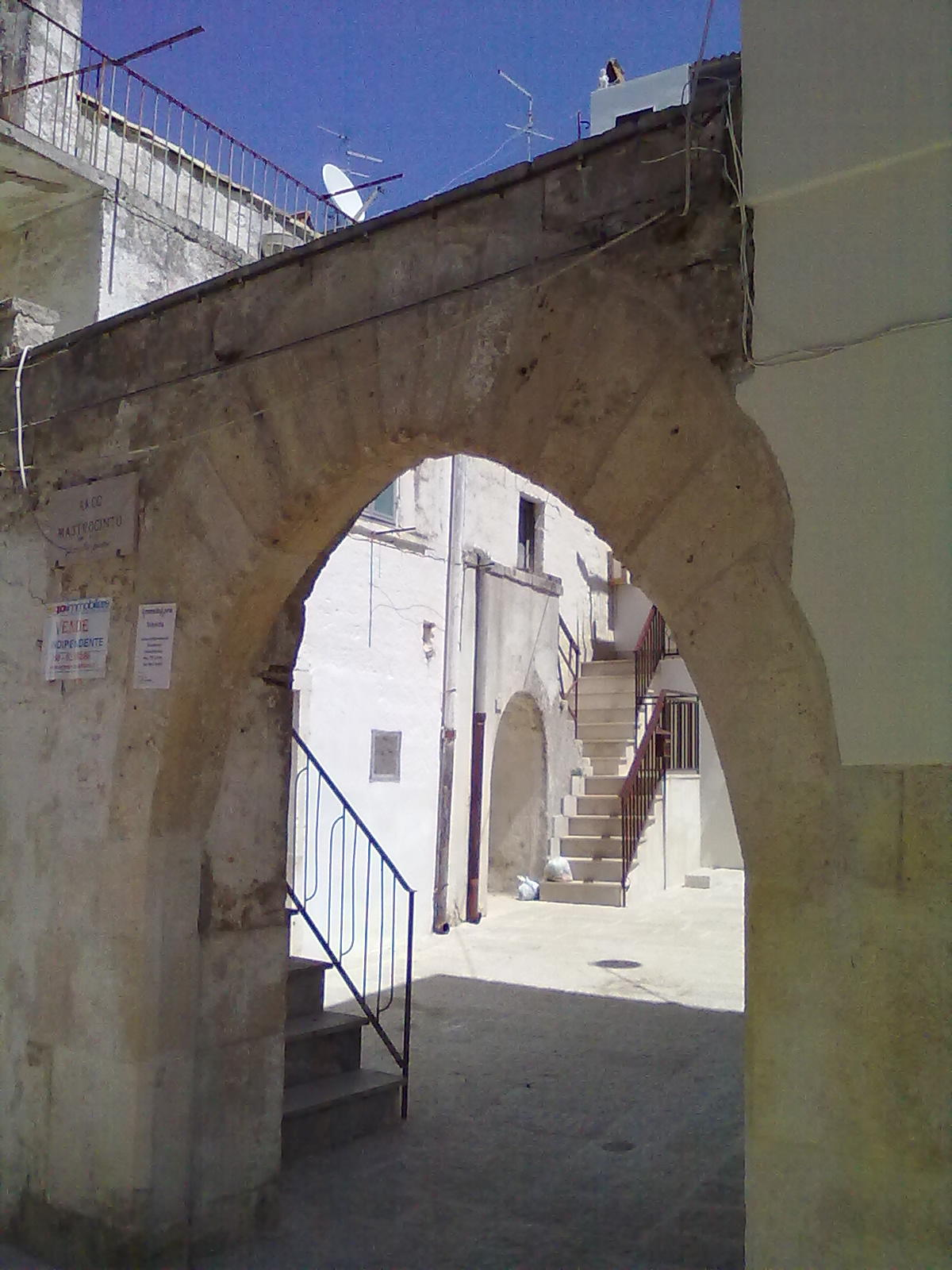
Arco Mastrocinto

Prende probabilmente il nome dalla famiglia omonima vissuta a Gioia nel XVII secolo ed ora estinta.
All'interno della corte è presente un'abitazione seicentesca, probabilmente costruita sulla struttura di una costruzione antecedente.
L'arco, realizzato in pietra, ha una conformazione a sesto acuto con bordi a forma di diamante e apre a una corte da cui si diramano quattro scalinate che conducono ad altrettante abitazioni.

## Arco San Nicola

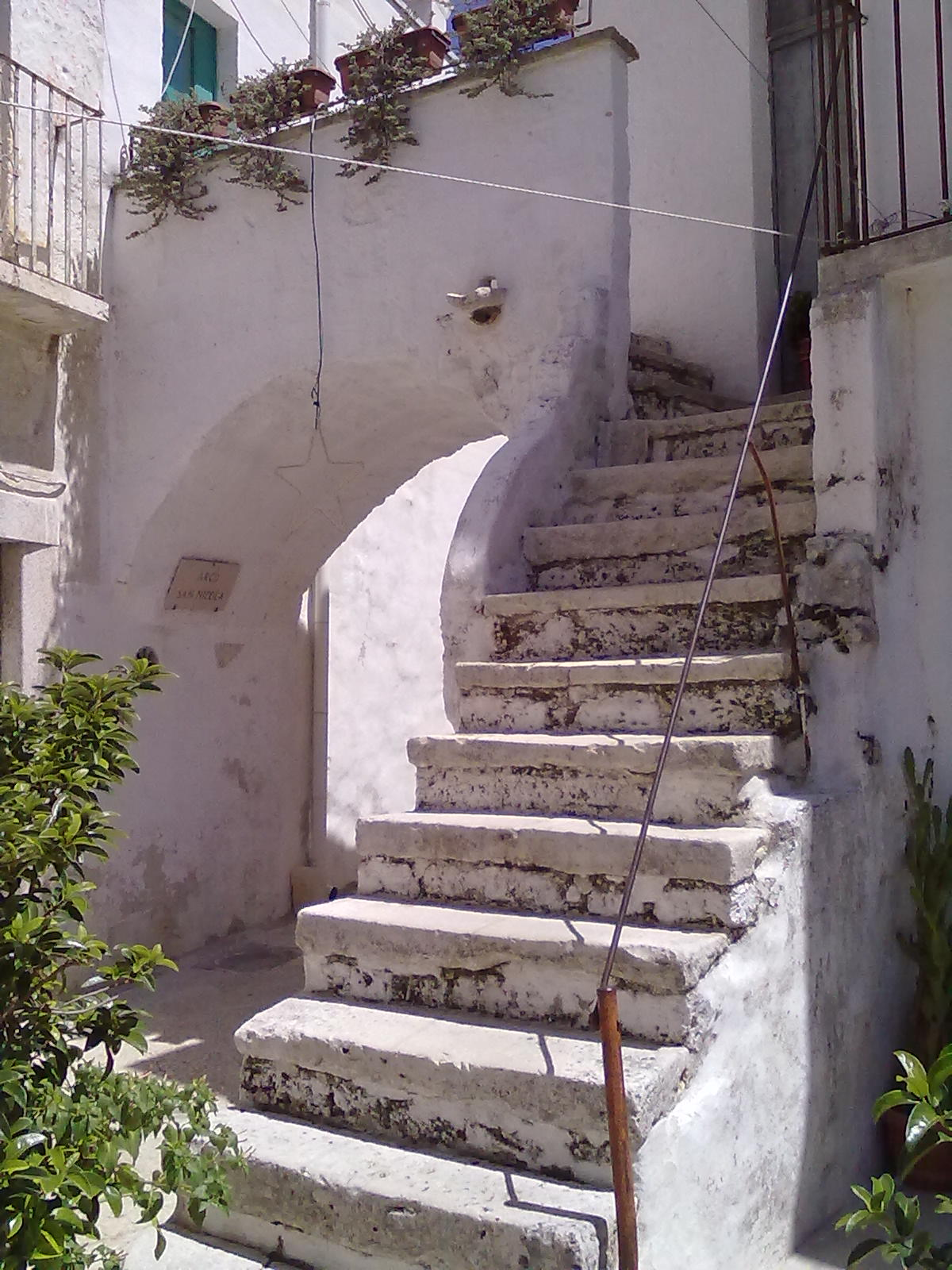
Arco San Nicola

Così chiamato poiché situato all'interno dell'antico borgo di San Nicola, il più antico di Gioia del Colle, che a sua volta prende il nome dal fatto che la cittadina faceva parte della diocesi di San Nicolò di Bari.
La piccola corte a cui si accede presenta cinque scalinate e ospitava un tempo un forno (detto di San Nicola) di proprietà del comune.
L'arco stesso funge da ponte tra due abitazioni, in quanto una scalinata posta di fianco ad esso permette di salire al di sopra di esso. L'arco San Nicola è realizzato in tufo e presenta una scritta "Arco San Nicola".

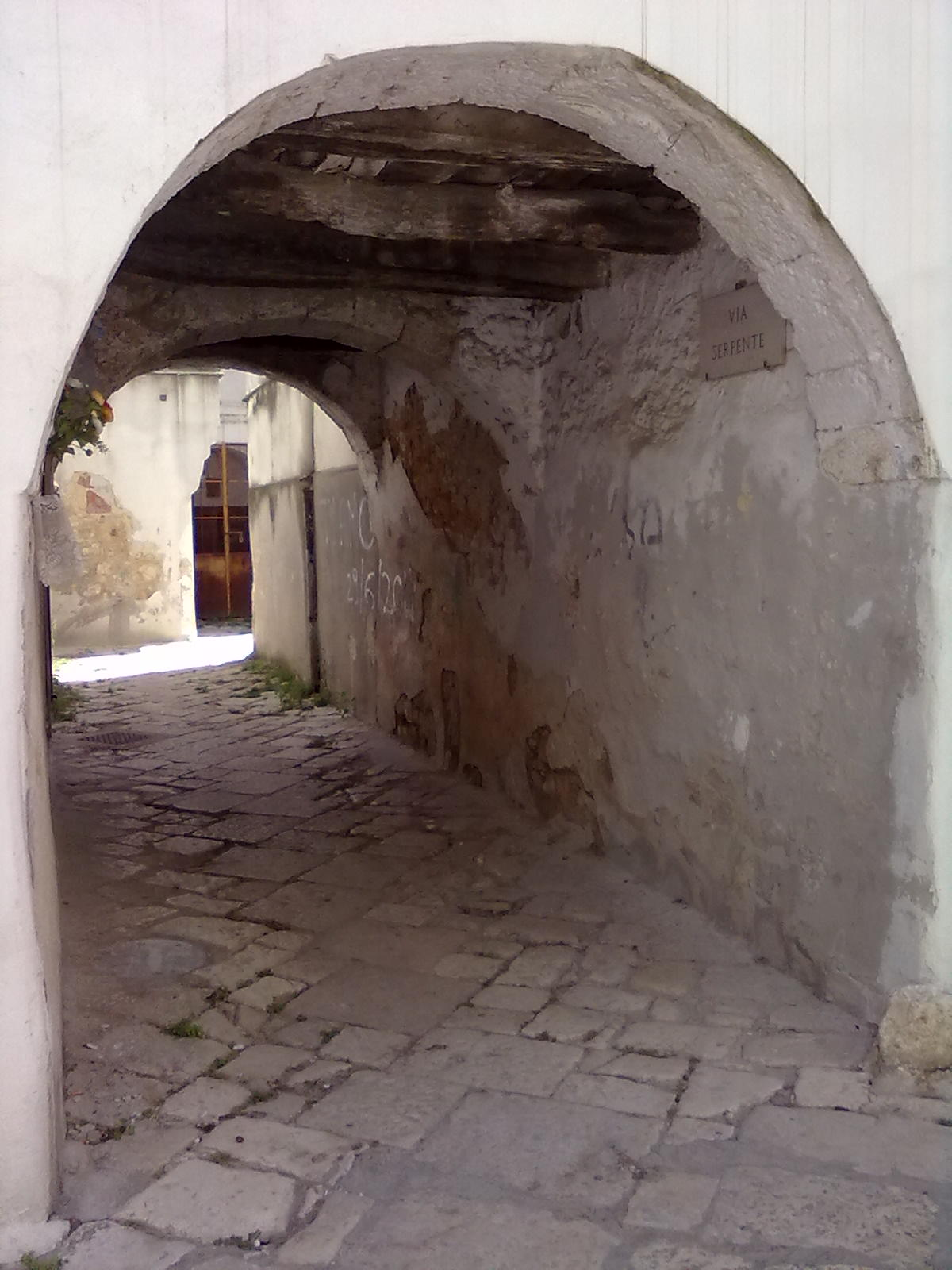
Arco in via Serpente